# San Antonio la Labor
San Antonio la Labor är en ort i Mexiko.   Den ligger i kommunen Apatzingán och delstaten Michoacán de Ocampo, i den södra delen av landet, 300 km väster om huvudstaden Mexico City. San Antonio la Labor ligger 318 meter över havet och antalet invånare är 1 128.
Terrängen runt San Antonio la Labor är platt åt nordost, men åt sydväst är den kuperad. Runt San Antonio la Labor är det ganska tätbefolkat, med 60 invånare per kvadratkilometer. Närmaste större samhälle är Apatzingán, 8,8 km nordväst om San Antonio la Labor. I omgivningarna runt San Antonio la Labor växer huvudsakligen savannskog.